# ميل ليسبوا
ميل ليسبوا ألفيس (بالبرتغالية: Mel Lisboa Alves‏) مِن مواليد 17 كانون الثاني/يناير 1982، هي ممثلة برازيلية.

## السيرة الذاتية
وُلدت ليسبوا في بورتو أليغري، ريو غراندي دو سول. هي ابنةُ المُنَجّمة كلوديا ليسبوا ألفيس والموسيقار بيبيتو ألفيس. درست السينما في جامعة فلومينينسي الاتحادية في نيتيروي ثم غاردتها للاحتراف في مجال التمثيل. جديرٌ بالذكرِ هنا أنّ ليسبوا لا تربطها أيّة علاقة قرابة مع الموسيقار غاواتشو ني ليسبوا بالرغمِ من التطابق في النّسب. بحلول عام 2009؛ أعلنت الممثلة عن كونها ملحدة خلال مقابلة لها مع مجلة تي بي إم.

## المسيرة المهنية
برزت ليسبوا لأوّل مرة عام 2001 حينَما شاركت في بطولة مسلسل بريزونسا دي أنيتا حيثُ جسّدت دورَ أنيتا تلك الشابة الغامضة والمُثيرة التي تُحاول إغراء الرّجال ليقعوا في فخّ غرامها. حصل المُسلسل القصير على تقييم متوسط بلغَ 30 نقطة وقد بث بالكاملِ عام 2002 على تليفزيون جلوبو. ظهرت في العام الموالي في فيلم ديسيجوس دي مولر بدورِ غابرييلا الشابة ذات التطلعات الكبيرة والتي تحلمُ أن تصيرَ نموذجًا. لم تُحقق أيّ نجاحٍ في هذا الفيلم بسببِ سوء أدائها وبسبب التقييم السيئ الذي حصلت عليه من قبل لكن وبالرغمِ من ذلك فقد سمحت لها التجربة بأن تنضجَ قليلًا في المجال ويتعرّف عليها الجمهور البرازيلي. زادت من حضورها في عام 2003 حيثُ شاركت في بعض الأعمال المحليّة ثم انطلقت في عام 2004 وزادت شهرتها حينما ظهرت عارية تقريبًا على النّسخة البرازيليّة من مجلة بلاي بوي في الذكرى 29 لتأسيسها. في نفس العام؛ وبعد توقيها لعقدٍ معَ شركة إنتاج محليّة؛ عادت ليسبوا للتمثيل من خِلال مسلسل كومو أوما أوندا والذي لعبت فيه دورَ الفتاة الغنيّة والمدللة. أصبحت ليسبوا في عام 2007 مذيعة تلفزيونية في قناة جلوبو تي كما ألّفت كتابًا بسيطًا يحكي عنها
 ضمّ الكِتاب بعض القصص والصور من البرنامج الذي كانت تُقدمه. انضمت في نفس العام إلى طاقم مسلسل الخطايا السبع حيثُ لعبت دور كارلا تلكَ الشابة المتواضعة والطموحة في نفس الوقت. وقّعت في عام 2011 على عقدٍ جديدٍ معَ شركة ريكورد تي في وكان أوّل ظهور لها –مع هذه الشركة – في مسلسل شمشون ودليلة حيثُ لعبت دورَ الرواية. واصلت التألق في مشوراها الفنّي حتى تشرين الأول/أكتوبر 2012 حينما اضطرت للابتعاد قليلًا بعدما أُدخلت المستشفى بسبب فيروس معوي فاضطرت إلى إلغاء عددٍ من أعمالها أو تأجيلها على أقل تقدير. عادت المُمثلة لخشبة المسرح في عام 2013 مِن خلال مشاركتها في مسرحية هوميم لا إنترا، كما عادت إلى التلفزيون من خِلال بعض الأعمال المحليّة، في حين واصلت عملها لصالح ريكورد تي في. بحلول عام 2014؛ لعبت ميل ليسبوا دورَ المغنية ريتا لي في فيلم ريتا لي مورا، من إخراج مارسيو ماكينا وديبورا دوبوا استنادًا إلى كتاب ريتا لي مورا: السيرة الذاتية. شاركت في عام 2015 في فيلم حنوت مي رع ليكون بذلك أحدث أعمالها في سجل ريكورد تي في.

## الحياة الشخصية
تزوّجت ميل ليسبوا منَ المُمثل البرازيلي دانيال ألفيم عام 2004 لكنّهما تطلّقا عام 2008،  ثمّ تزوجت في الثامن من تشرين الثاني من نفس العام منَ الموسيقار فيليبي روسينو ولا زال الثنائي على علاقة من حينها كما انجبا طفليّن.

## وصلات خارجية
- ميل ليسبوا على موقع IMDb (الإنجليزية)
- ميل ليسبوا على موقع ميوزك برينز (الإنجليزية)
- ميل ليسبوا على موقع أول موفي (الإنجليزية)
- ميل ليسبوا على موقع قاعدة بيانات الفيلم (الإنجليزية)
- ميل ليسبوا على موقع كينوبويسك (الروسية)